# Football Club de Metz 2019-2020
Questa voce raccoglie le informazioni riguardanti il Football Club de Metz nelle competizioni ufficiali della stagione 2019-2020.

## Stagione
Vinto il campionato di Ligue 2 precedente, il Metz ritrova la Ligue 1 dopo una sola stagione di assenza.
La nuova stagione si apre subito con una novita: Vincent Hognon, che nella stagione precedente aveva occupato ad interim il posto di primo allenatore a causa dei problemi familiari di Frédéric Antonetti, viene ufficialmente confermato in tale posizione, mentre Antonetti va a ricoprire la carica di team manager.
Il campionato, apertosi per il Metz in maniera convincente con il pareggio esterno nel derby contro lo Strasburgo e la vittoria per 3-0 in casa contro il Monaco, vede poi la squadra assestarsi nelle zone basse della classifica a causa di una serie di 4 sconfitte consecutive. Il girone di andata prosegue per il Metz in maniera altalenante, al punto che dopo 19 giornate la squadra si trova al 18º posto (zona play-out) con 17 punti. Negativo è il percorso nelle coppe nazionali: in Coupe de la Ligue il Metz è eliminato al primo turno dal Brest, mentre in Coppa di Francia la squadra è protagonista ai trentaduesimi di una clamorosa sconfitta contro l'FC Rouen 1899, formazione di quarta divisione.
Il girone di ritorno inizia invece per il Metz con una serie di 3 vittorie consecutive che le permettono di risalire in classifica. Il 13 marzo il campionato però si ferma a causa della pandemia di COVID-19, ed il 30 aprile la LFP decreta l'interruzione del campionato, decretando squadra campione, squadre qualificate per le coppe europee e retrocesse sulla base delle posizioni al momento della sospensione (il campionato è sospeso dopo 28 giornate). Il Metz conclude dunque al 15º posto, ottenendo la salvezza.

## Divise e sponsor
La grafica riproponeva la combinazione dei colori sociali del club, il bianco e il granata. Main sponsor era il gruppo di concessionarie di automonili CAR Avenue, mentre quello tecnico, forniture delle tenute da gioco era Nike.
| Casa | Trasferta |

## Organizzazione
Organigramma societario
- Presidente: Bernard Serin
- Vicepresidente: Carlo Molinari, Jean-Luc Muller
- Direttore Generale: Hélène Schrub
- Direttore sportivo: Philippe Gaillot
- Team Manager: Frédéric Antonetti
- Capo osservatori: Frédéric Arpinon
- Responsabile tecnico della formazione: Sébastien Muet
- Assistente esecutivo: Delphine Kreutzer
- Analista video: Maxime Bouffaut
- Direttore finanziario: Jean-Yves Costa
- Direttore commerciale: Yann Kaysen
- Assistente commerciale: Léonie Sallerin
- Responsabile biglietteria ed eventi: Bertrand Fenot
- Responsabile pubblicità: Maryline Bani Frentzel
- Responsabile comunicazione: Julie Decker
- Responsabile organizzazione e sicurezza stadio: Jean-François Girard

Staff tecnico
- Allenatore : Vincent Hognon
- Viceallenatore : Jean-Marie De Zerbi
- Collaboratore tecnico : Benoît Tavenot
- Preparatore atletico : Florian Simon
- Preparatore atletico : Aurélien Denotti
- Preparatore portieri : Christophe Marichez

Staff medico
- Medico sociale : Jacques Muller
- Medico sociale : André Marie

## Rosa
Rosa aggiornata al 26 gennaio 2020.
| N. |                           | Ruolo | Calciatore       |
| -- | ------------------------- | ----- | ---------------- |
| 1  | Francia (bandiera)        | P     | Paul Delecroix   |
| 2  | Tunisia (bandiera)        | D     | Dylan Bronn      |
| 3  | Francia (bandiera)        | D     | Matthieu Udol    |
| 4  | Francia (bandiera)        | C     | Kévin N'Doram    |
| 5  | Costa d'Avorio (bandiera) | C     | Victorien Angban |
| 6  | Mali (bandiera)           | C     | Mamadou Fofana   |
| 7  | Senegal (bandiera)        | A     | Ibrahima Niane   |
| 8  | Mali (bandiera)           | C     | Boubacar Traoré  |
| 9  | Francia (bandiera)        | A     | Thierry Ambrose  |
| 10 | Francia (bandiera)        | C     | Marvin Gakpa     |
| 11 | Senegal (bandiera)        | A     | Opa Nguette      |
| 12 | Mali (bandiera)           | A     | Adama Traoré     |
| 13 | Zambia (bandiera)         | D     | Stophira Sunzu   |
| 14 | Francia (bandiera)        | C     | Vincent Pajot    |
| 15 | Senegal (bandiera)        | D     | Abou Lô          |

| N. |                           | Ruolo | Calciatore        |
| -- | ------------------------- | ----- | ----------------- |
| 16 | Algeria (bandiera)        | P     | Alexandre Oukidja |
| 17 | Francia (bandiera)        | D     | Thomas Delaine    |
| 18 | Francia (bandiera)        | D     | Fabien Centonze   |
| 19 | Costa d'Avorio (bandiera) | C     | Habib Maïga       |
| 20 | Senegal (bandiera)        | A     | Habib Diallo      |
| 21 | Ghana (bandiera)          | D     | John Boye         |
| 22 | Belgio (bandiera)         | C     | Sami Lahssaini    |
| 23 | Senegal (bandiera)        | A     | Amadou N'Diaye    |
| 24 | Francia (bandiera)        | C     | Renaud Cohade     |
| 25 | Mali (bandiera)           | C     | Adama Traoré      |
| 26 | Senegal (bandiera)        | A     | Pape Ndiaga Yade  |
| 27 | Algeria (bandiera)        | C     | Farid Boulaya     |
| 28 | Martinica (bandiera)      | D     | Manuel Cabit      |
| 30 | Francia (bandiera)        | P     | Guillaume Dietsch |

## Calciomercato
In chiave mercato, nel mese di maggio i due terzini Iván Balliu e Jonathan Rivierez annunciano l'addio al Metz per scadenza contratto. Per sostituirli, nel mese di giugno i granata completano gli acquisti dei laterali di difesa Fabien Centonze dal Lens e Manuel Cabit dall'Ajaccio. In seguito, lascia la squadra per scadenza contratto anche l'attaccante Emmanuel Rivière, mentre vengono esercitati i riscatti per Habib Maïga e Victorien Angban. Dalla squadra satellite della Génération Foot arrivano invece il difensore Abou Lô e l'attaccante Pape Ndiaga Yade. A luglio la squadra si arricchisce ulteriormente con gli arrivi dell'attaccante Thierry Ambrose a titolo definitivo dal Manchester City e del difensore e centrocampista Kévin N'Doram in prestito dal Monaco. In seguito, sempre dal Monaco il 31 agosto arriva in prestito anche il centrocampista Adama Traoré.

### Sessione estiva
| Acquisti         | Acquisti         | Acquisti        | Acquisti                         |
| R.               | Nome             | da              | Modalità                         |
| ---------------- | ---------------- | --------------- | -------------------------------- |
| D                | Fabien Centonze  | Lens            | definitivo                       |
| D                | Manuel Cabit     | Ajaccio         | definitivo                       |
| A                | Pape Ndiaga Yade | Génération Foot | definitivo                       |
| C                | Habib Maïga      | Saint-Étienne   | riscatto                         |
| C                | Victorien Angban | Chelsea         | riscatto                         |
| A                | Thierry Ambrose  | Manchester City | prestito con obbligo di riscatto |
| D                | Kévin N'Doram    | Monaco          | prestito con obbligo di riscatto |
| D                | Abou Lô          | Génération Foot | definitivo                       |
| C                | Boubacar Traoré  | Bamako          | definitivo                       |
| C                | Adama Traoré     | Monaco          | prestito                         |
| Altre operazioni |                  |                 |                                  |
| R.               | Nome             | da              | Modalità                         |
| A                | Adama Traoré     | Orléans         | fine prestito                    |

| Cessioni | Cessioni              | Cessioni     | Cessioni       |
| R.       | Nome                  | a            | Modalità       |
| -------- | --------------------- | ------------ | -------------- |
| D        | Iván Balliu           |              | fine contratto |
| D        | Jonathan Rivierez     |              | fine contratto |
| A        | Emmanuel Rivière      |              | fine contratto |
| A        | Vincent Thill         | Orléans      | prestito       |
| D        | Laurent Jans          | Paderborn 07 | prestito       |
| C        | Gauthier Hein         | Valenciennes | prestito       |
| C        | Gerónimo Poblete      | San Lorenzo  | prestito       |
| C        | Cheikh Tidiane Sabaly | Pau          | prestito       |
| C        | Ablie Jallow          | Ajaccio      | prestito       |

### Sessione invernale
| Acquisti | Acquisti      | Acquisti | Acquisti                         |
| R.       | Nome          | da       | Modalità                         |
| -------- | ------------- | -------- | -------------------------------- |
| D        | Dylan Bronn   | Gent     | definitivo                       |
| C        | Vincent Pajot | Angers   | prestito con obbligo di riscatto |

| Cessioni | Cessioni       | Cessioni                            | Cessioni   |
| R.       | Nome           | a                                   | Modalità   |
| -------- | -------------- | ----------------------------------- | ---------- |
| A        | Adama Traoré   | Al Adalah                           | prestito   |
| A        | Amadou N'Diaye | Sochaux                             | prestito   |
| D        | Stophira Sunzu | Shijiazhuang Yongchang Zuqiu Julebu | definitivo |

## Risultati

### Ligue 1

#### Girone di andata
| Arbitro: | Antony Gautier |

|               |           |            |
| Thomasson 21’ | Marcatori | Diallo 47’ |

| Arbitro: | Eric Wattelier |

|                                  |           |  |
| Diallo 11’ (rig.) 53’ Cohade 66’ | Marcatori |  |

| Arbitro: | Stéphanie Frappart |

|                                        |           |  |
| El Melali 4’ Santamaria 43’ Alioui 67’ | Marcatori |  |

| Arbitro: | Frank Schneider |

|  |           |                                       |
|  | Marcatori | Di Maria 11’ (rig.) Choupo-Moting 43’ |

| Arbitro: | Mikael Lesage |

|                          |           |  |
| Briand 7’ de Préville 9’ | Marcatori |  |

| Arbitro: | Hakim Ben El Hadj |

|            |           |                          |
| Diallo 67’ | Marcatori | Guirassy 39’ Dibassy 53’ |

| Arbitro: | Eric Wattelier |

|  |           |            |
|  | Marcatori | Diallo 19’ |

| Arbitro: | Florent Batta |

|                              |           |                          |
| Diallo 4’ Niane 90+1’ (rig.) | Marcatori | Said 86’ Koulourīs 90+6’ |

| Arbitro: | Antony Gautier |

|                                |           |  |
| Faussurier 11’ Castelletto 45’ | Marcatori |  |

| Arbitro: | Jérémie Pignard |

|            |           |  |
| Diallo 86’ | Marcatori |  |

| Arbitro: | Johan Hamel |

|                              |           |  |
| Depay 28’ Dembélé 33’ (rig.) | Marcatori |  |

| Arbitro: | Stéphanie Frappart |

|                        |           |                       |
| Diallo 26’ Nguette 47’ | Marcatori | Delort 72’ Sambia 78’ |

| Lilla 9 novembre 2019, ore 20:00 CEST 13ª giornata | Lilla         | 0 – 0 referto | Metz | Stadio Pierre Mauroy (33 425 spett.)\| Arbitro: \| Florent Batta \| |
| Arbitro:                                           | Florent Batta |               |      |                                                                     |

| Arbitro: | Antony Gautier |

|            |           |           |
| Traoré 47’ | Marcatori | Disasi 7’ |

| Arbitro: | Hakin Ben El Hadj |

|            |           |            |
| Ripart 61’ | Marcatori | Diallo 31’ |

| Arbitro: | Karim Abed |

|  |           |           |
|  | Marcatori | Hunou 39’ |

| Arbitro: | Jérémie Pignard |

|                                                 |           |           |
| Cyprien 9’ 41’ (rig.) Ganago 59’ Lees-Melou 75’ | Marcatori | Niane 73’ |

| Arbitro: | Willy Delajod |

|             |           |              |
| Nguette 40’ | Marcatori | Radonjic 70’ |

| Arbitro: | Johan Hamel |

|                          |           |                        |
| Amalfitano 18’ Baldé 42’ | Marcatori | Diallo 14’ Maïga 90+1’ |

#### Girone di ritorno
| Arbitro: | Jèrôme Brisard |

|          |           |  |
| Boye 68’ | Marcatori |  |

| Arbitro: | Jérémie Pignard |

|  |           |           |
|  | Marcatori | Diallo 3’ |

| Arbitro: | Antony Gautier |

|                            |           |             |
| Nguette 44’ 70’ Diallo 63’ | Marcatori | Hamouma 89’ |

| Arbitro: | Hakim Ben El Hadj |

|              |           |             |
| Savanier 13’ | Marcatori | Boulaya 80’ |

| Arbitro: | François Letexier |

|          |           |                     |
| Niane 2’ | Marcatori | Bašić 52’ Oudin 84’ |

| Nantes 15 febbraio 2020, ore 20:00 CEST 25ª giornata | Nantes        | 0 – 0 referto | Metz | Stadio della Beaujoire (20 444 spett.)\| Arbitro: \| Jérémy Stinat \| |
| Arbitro:                                             | Jérémy Stinat |               |      |                                                                       |

| Arbitro: | Eric Wattelier |

|  |           |                                  |
|  | Marcatori | Dembélé 45+8’ (rig.) Aouar 90+4’ |

| Arbitro: | Johan Hamel |

|  |           |             |
|  | Marcatori | Boulaya 26’ |

| Arbitro: | Ruddy Buquet |

|                     |           |           |
| Nguette 7’ Boye 81’ | Marcatori | Deaux 49’ |

| Tolosa 29ª giornata | Tolosa | – | Metz | Stadium Municipal |

| Metz 30ª giornata | Metz | – | Brest | Stadio Saint-Symphorien |

| Parigi 31ª giornata | Paris Saint-Germain | – | Metz | Parco dei Principi |

| Metz 32ª giornata | Metz | – | Lilla | Stadio Saint-Symphorien |

| Rennes 33ª giornata | Rennes | – | Metz | Roazhon Park |

| Metz 34ª giornata | Metz | – | Digione | Stadio Saint-Symphorien |

| Comune di Monaco 35ª giornata | Monaco | – | Metz | Stade Louis II |

| Metz 36ª giornata | Metz | – | Nizza | Stadio Saint-Symphorien |

| Marsiglia 37ª giornata | Olympique Marsiglia | – | Metz | Stade Vélodrome |

| Metz 38ª giornata | Metz | – | Angers | Stadio Saint-Symphorien |

### Coupe de France

#### Fase finale
| Arbitro: | Gael Angoula |

|                                     |           |  |
| José Dembi 6’ Fataki 77’ Diarra 88’ | Marcatori |  |

### Coupe de la Ligue

#### Fase a eliminazione diretta
| Arbitro: | Jérome Brisard |

|                                      |                      |                                            |
| Niane 23’                            | Marcatori            | Cardona 57’                                |
| Niane Nguette N'Doram Traoré Boulaya | Tiri di rigore 3 – 4 | Cardona Diallo Chardonnet Court Battocchio |

## Statistiche

### Statistiche di squadra
Statistiche aggiornate al 10 marzo 2020.
| Competizione      | Punti | In casa | In casa | In casa | In casa | In casa | In casa | In trasferta | In trasferta | In trasferta | In trasferta | In trasferta | In trasferta | Totale | Totale | Totale | Totale | Totale | Totale | DR  |
| Competizione      | Punti | G       | V       | N       | P       | Gf      | Gs      | G            | V            | N            | P            | Gf           | Gs           | G      | V      | N      | P      | Gf     | Gs     | DR  |
| ----------------- | ----- | ------- | ------- | ------- | ------- | ------- | ------- | ------------ | ------------ | ------------ | ------------ | ------------ | ------------ | ------ | ------ | ------ | ------ | ------ | ------ | --- |
| Ligue 1           | 34    | 14      | 5       | 4       | 5       | 18      | 17      | 14           | 3            | 6            | 5            | 9            | 18           | 28     | 8      | 10     | 10     | 27     | 35     | -8  |
| Coupe de France   | -     | -       | -       | -       | -       | -       | -       | 1            | 0            | 0            | 1            | 0            | 3            | 1      | 0      | 0      | 1      | 0      | 3      | -3  |
| Coupe de la Ligue | -     | 1       | 0       | 1       | 0       | 1       | 1       | -            | -            | -            | -            | -            | -            | 1      | 0      | 1      | 0      | 1      | 1      | 0   |
| Totale            | -     | 15      | 5       | 5       | 5       | 19      | 18      | 15           | 3            | 6            | 6            | 9            | 21           | 30     | 8      | 11     | 11     | 28     | 39     | -11 |

### Andamento in campionato
| Giornata  | 1  | 2 | 3  | 4  | 5  | 6  | 7  | 8  | 9  | 10 | 11 | 12 | 13 | 14 | 15 | 16 | 17 | 18 | 19 | 20 | 21 | 22 | 23 | 24 | 25 | 26 | 27 | 28 | 29     | 30     | 31     | 32     | 33     | 34     | 35     | 36     | 37     | 38     |
| --------- | -- | - | -- | -- | -- | -- | -- | -- | -- | -- | -- | -- | -- | -- | -- | -- | -- | -- | -- | -- | -- | -- | -- | -- | -- | -- | -- | -- | ------ | ------ | ------ | ------ | ------ | ------ | ------ | ------ | ------ | ------ |
| Luogo     | T  | C | T  | C  | T  | C  | T  | C  | T  | C  | T  | C  | T  | C  | T  | C  | T  | C  | T  | C  | T  | C  | T  | C  | T  | C  | T  | C  | T      | C      | T      | C      | T      | C      | T      | C      | T      | C      |
| Risultato | N  | V | P  | P  | P  | P  | V  | N  | P  | V  | P  | N  | N  | N  | N  | P  | P  | N  | N  | V  | V  | V  | N  | P  | N  | P  | V  | V  | [ 26 ] | [ 26 ] | [ 26 ] | [ 26 ] | [ 26 ] | [ 26 ] | [ 26 ] | [ 26 ] | [ 26 ] | [ 26 ] |
| Posizione | 10 | 4 | 10 | 15 | 17 | 18 | 16 | 17 | 19 | 16 | 19 | 19 | 17 | 18 | 17 | 18 | 18 | 18 | 17 | 17 | 16 | 16 | 16 | 16 | 15 | 16 | 15 | 15 | 15     | 15     | 15     | 15     | 15     | 15     | 15     | 15     | 15     | 15     |

Fonte:  Classements, su ligue1.fr, LFP. URL consultato il 15 febbraio 2020 (archiviato dall'url originale il 2 febbraio 2020).
Legenda:

Luogo: C = Casa; T = Trasferta. Risultato: V = Vittoria; N = Pareggio; P = Sconfitta.

### Statistiche dei giocatori
| Giocatore     | Ligue 1  | Ligue 1 | Ligue 1     | Ligue 1    | Coupe de France | Coupe de France | Coupe de France | Coupe de France | Coupe de la Ligue | Coupe de la Ligue | Coupe de la Ligue | Coupe de la Ligue | Totale   | Totale | Totale      | Totale     |
| Giocatore     | Presenze | Reti    | Ammonizioni | Espulsioni | Presenze        | Reti            | Ammonizioni     | Espulsioni      | Presenze          | Reti              | Ammonizioni       | Espulsioni        | Presenze | Reti   | Ammonizioni | Espulsioni |
| ------------- | -------- | ------- | ----------- | ---------- | --------------- | --------------- | --------------- | --------------- | ----------------- | ----------------- | ----------------- | ----------------- | -------- | ------ | ----------- | ---------- |
| P. Delecroix  | 2        | -4      | 0           | 0          | 1               | -3              | 0               | 0               | 1                 | -1                | 0                 | 0                 | 4        | -8     | 0           | 0          |
| A. Oukidja    | 27       | -31     | 3           | 0          | 0               | 0               | 0               | 0               | 0                 | 0                 | 0                 | 0                 | 27       | -31    | 3           | 0          |
| G. Dietsch    | 0        | 0       | 0           | 0          | 0               | 0               | 0               | 0               | 0                 | 0                 | 0                 | 0                 | 0        | 0      | 0           | 0          |
| D. Bronn      | 9        | 0       | 0           | 0          | 1               | 0               | 0               | 0               | 0                 | 0                 | 0                 | 0                 | 10       | 0      | 0           | 0          |
| M. Udol       | 13       | 0       | 3           | 0          | 0               | 0               | 0               | 0               | 1                 | 0                 | 0                 | 0                 | 14       | 0      | 3           | 0          |
| S. Sunzu      | 17       | 0       | 2           | 1          | 0               | 0               | 0               | 0               | 1                 | 0                 | 0                 | 0                 | 18       | 0      | 2           | 1          |
| T. Delaine    | 16       | 0       | 4           | 0          | 1               | 0               | 0               | 0               | 0                 | 0                 | 0                 | 0                 | 17       | 0      | 4           | 0          |
| F. Centonze   | 28       | 0       | 3           | 0          | 1               | 0               | 0               | 0               | 1                 | 0                 | 0                 | 0                 | 30       | 0      | 3           | 0          |
| J. Boye       | 24       | 2       | 6           | 0          | 1               | 0               | 0               | 0               | 0                 | 0                 | 0                 | 0                 | 25       | 2      | 6           | 0          |
| M. Cabit      | 3        | 0       | 2           | 0          | 0               | 0               | 0               | 0               | 0                 | 0                 | 0                 | 0                 | 3        | 0      | 2           | 0          |
| K. N'Doram    | 20       | 0       | 2           | 0          | 1               | 0               | 0               | 0               | 1                 | 0                 | 0                 | 0                 | 22       | 0      | 2           | 0          |
| V. Angban     | 20       | 0       | 0           | 0          | 1               | 0               | 1               | 0               | 1                 | 0                 | 0                 | 0                 | 22       | 0      | 1           | 0          |
| M. Fofana     | 20       | 0       | 4           | 0          | 0               | 0               | 0               | 0               | 1                 | 0                 | 0                 | 0                 | 21       | 0      | 4           | 0          |
| M. Gakpa      | 13       | 0       | 0           | 0          | 1               | 0               | 0               | 0               | 1                 | 0                 | 0                 | 0                 | 15       | 0      | 0           | 0          |
| V. Pajot      | 7        | 0       | 0           | 1          | 1               | 0               | 0               | 0               | 0                 | 0                 | 0                 | 0                 | 8        | 0      | 0           | 1          |
| A. Jallow     | 0        | 0       | 0           | 0          | 0               | 0               | 0               | 0               | 0                 | 0                 | 0                 | 0                 | 0        | 0      | 0           | 0          |
| H. Maïga      | 26       | 1       | 7           | 0          | 0               | 0               | 0               | 0               | 1                 | 0                 | 0                 | 0                 | 27       | 1      | 7           | 0          |
| S. Lahssaini  | 0        | 0       | 0           | 0          | 0               | 0               | 0               | 0               | 0                 | 0                 | 0                 | 0                 | 0        | 0      | 0           | 0          |
| R. Cohade     | 12       | 1       | 3           | 0          | 0               | 0               | 0               | 0               | 0                 | 0                 | 0                 | 0                 | 12       | 1      | 3           | 0          |
| A. Traoré     | 14       | 1       | 1           | 0          | 0               | 0               | 0               | 0               | 1                 | 0                 | 0                 | 0                 | 15       | 1      | 1           | 0          |
| R. Mroivili   | 0        | 0       | 0           | 0          | 0               | 0               | 0               | 0               | 0                 | 0                 | 0                 | 0                 | 0        | 0      | 0           | 0          |
| F. Boulaya    | 19       | 2       | 1           | 1          | 0               | 0               | 0               | 0               | 1                 | 0                 | 0                 | 0                 | 20       | 2      | 1           | 1          |
| G. Mikautadze | 1        | 0       | 0           | 0          | 0               | 0               | 0               | 0               | 0                 | 0                 | 0                 | 0                 | 1        | 0      | 0           | 0          |
| I. Niane      | 21       | 3       | 0           | 0          | 0               | 0               | 0               | 0               | 1                 | 1                 | 0                 | 0                 | 22       | 4      | 0           | 0          |
| T. Ambrose    | 18       | 0       | 1           | 0          | 1               | 0               | 0               | 0               | 0                 | 0                 | 0                 | 0                 | 19       | 0      | 1           | 0          |
| O. Nguette    | 26       | 5       | 1           | 0          | 1               | 0               | 0               | 0               | 1                 | 0                 | 0                 | 0                 | 28       | 5      | 1           | 0          |
| A. Traoré     | 0        | 0       | 0           | 0          | 0               | 0               | 0               | 0               | 0                 | 0                 | 0                 | 0                 | 0        | 0      | 0           | 0          |
| H. Diallo     | 26       | 12      | 3           | 0          | 1               | 0               | 0               | 0               | 0                 | 0                 | 0                 | 0                 | 27       | 12     | 3           | 0          |
| A. Ndiaye     | 0        | 0       | 0           | 0          | 0               | 0               | 0               | 0               | 0                 | 0                 | 0                 | 0                 | 0        | 0      | 0           | 0          |
| P. Yade       | 2        | 0       | 0           | 0          | 1               | 0               | 0               | 0               | 1                 | 0                 | 0                 | 0                 | 4        | 0      | 0           | 0          |